# روث کلیفورد
روث کلیفورد (انگلیسی: Ruth Clifford؛ ۱۷ فوریهٔ ۱۹۰۰ – ۳۰ نوامبر ۱۹۹۸) یک هنرپیشه اهل ایالات متحده آمریکا بود.

## فیلم‌شناسی
از فیلم‌های او می‌توان به شبح اپرا و نمایش نمایش‌ها اشاره نمود.